# Conselleria d'Educació, Cultura i Esport de la Generalitat Valenciana
La Conselleria d'Educació, Cultura i Esport ha estat una conselleria o departament del Consell de la Generalitat Valenciana amb les competències d'educació, formació professional reglada, cultura i promoció cultural, política lingüística i esport. En l'actualitat (des de l'XI Legislatura) es troba separada entre les conselleries d'Educació, Universitats i Ocupació i la de Cultura i Esport.

## Històric de competències
Les competències d'aquesta conselleria han estat distribuïdes de distinta manera als successius governs tot i que Educació i Cultura han estat majoritàriament unides a una mateixa conselleria, sumant en alguns moments competències com la de Ciència. Les polítiques educatives i culturals han comptat amb conselleries pròpies en moments molt puntuals de l'etapa preautonòmica (de 1978 a 1979 i de 1981 a 1982) i de la III Legislatura (de 1993 a 1995). També estigueren adscrites a departaments diferents del Consell durant el període del 2007 a 2011 amb la Conselleria de Cultura i Esport per una banda i la d'Educació per l'altra, i durant el periòde del 2011 a 2012 en què es va mantindre la conselleria d'Educació (assumí també les polítiques en foment de l'ocupació) separada d'una conselleria específica de Turísme, Cultura i Esport.
Pel que fa a les competències en ciència, universitat i investigació, han estat vinculades a Educació generalment, a excepció dels diferents moments en què s'han creat departaments expressament per a la gestió d'aquestes polítiques com durant els períodes 2004-2007 o 2019-2023.

## Estructura orgànica
L'estructura organitzativa de la conselleria a la X Legislatura (2019-) és la següent:
- Secretaria Autonòmica d'Educació i Formació Professional
  - Direcció General d'Innovació Educativa i Ordenació
  - Direcció General de Centres Docents
  - Direcció General de Personal Docent
  - Direcció General de Formació Professional i Ensenyament de Règim Especial
  - Direcció General d'Inclusió Educativa
  - Direcció General de Política Lingüística i Gestió del Multilingüisme
  - Direcció General d'Infraestructures Educatives
- Secretaria Autonòmica de Cultura i Esport
  - Direcció General de Cultura i Patrimoni
  - Direcció General d'Esport
- Sotssecretaria

## Llista de conselleres i consellers
| #                                                        | Legislatura                                | Nom                                                            | Nom                                                                     | Inici mandat           | Fi mandat                                         | Partit polític | Partit polític |
| -------------------------------------------------------- | ------------------------------------------ | -------------------------------------------------------------- | ----------------------------------------------------------------------- | ---------------------- | ------------------------------------------------- | -------------- | -------------- |
| 1                                                        | Preautonomia                               |                                                                | José Luis Barceló Rodríguez Conseller d'Educació i Ciència              | 10 d'abril de 1978     | 30 de juny de 1979                                |                | UCD            |
| 1                                                        | Preautonomia                               |                                                                | José Vicente Beviá Pastor Conseller de Cultura                          | 10 d'abril de 1978     | 30 de juny de 1979                                |                | PSPV           |
| 2                                                        | Preautonomia                               |                                                                | Josep Peris Soler                                                       | 30 de juny de 1979     | 15 de setembre de 1981                            |                | UCD            |
| 3                                                        | Preautonomia                               |                                                                | Amparo Cabanes Pecourt Consellera d'Educació                            | 15 de setembre de 1981 | 1 de desembre de 1982                             |                | UCD            |
| 3                                                        | Preautonomia                               |                                                                | Ciprià Ciscar i Casaban Conseller de Cultura                            | 15 de setembre de 1981 | 1 de desembre de 1982                             |                | PSPV           |
| 3                                                        | Conselleria de Cultura, Educació i Ciència |                                                                |                                                                         |                        |                                                   |                |                |
| 3                                                        | Preautonomia, I i II                       |                                                                | Ciprià Ciscar i Casaban                                                 | 1 de desembre de 1982  | 19 de setembre de 1989                            |                | PSPV           |
| 4                                                        | II                                         |                                                                | Antoni Escarré Esteve                                                   | 19 de setembre de 1989 | 16 de juliol de 1991                              |                | PSPV           |
| 5                                                        | III                                        |                                                                | Andreu López Blasco                                                     | 16 de juliol de 1991   | 12 de juliol de 1993                              |                | PSPV           |
| 6                                                        | III                                        |                                                                | Joan Romero González Conseller d'Educació i Ciència                     | 12 de juliol de 1993   | 6 de juliol de 1995                               |                | PSPV           |
| 6                                                        | III                                        | Pilar Pedraza Martínez Consellera de Cultura                   |                                                                         | 12 de juliol de 1993   | 6 de juliol de 1995                               |                | PSPV           |
| 7                                                        | IV                                         |                                                                | Fernando Villalonga Campos                                              | 6 de juliol de 1995    | 7 de maig de 1996                                 |                | PP             |
| 8                                                        | IV                                         |                                                                | Marcela Miró Pérez                                                      | 7 de maig de 1996      | 24 de febrer de 1997                              |                | PP             |
| 9                                                        | IV                                         |                                                                | Francisco Camps Ortiz                                                   | 24 de febrer de 1997   | 23 de gener de 1999                               |                | PP             |
| 10                                                       | IV i V                                     |                                                                | Manuel Tarancón Fandos                                                  | 23 de gener de 1999    | 21 de juny de 2003                                |                | PP             |
| Conselleria de Cultura, Educació i Esport (2003-2007)    |                                            |                                                                |                                                                         |                        |                                                   |                |                |
| 11                                                       | VI                                         |                                                                | Esteban González Pons                                                   | 21 de juny de 2003     | 27 d'agost de 2004                                |                | PP             |
| 12                                                       | VI                                         |                                                                | Alejandro Font de Mora Turón                                            | 27 d'agost de 2004     | 29 de juny de 2007                                |                | PP             |
| 12                                                       | VII                                        | Alejandro Font de Mora Turón Conseller d'Educació              | 29 de juny de 2007                                                      | 22 de juny de 2011     |                                                   | PP             |                |
| 13                                                       | VII                                        |                                                                | 29 de juny de 2007                                                      | 22 de juny de 2011     | Trinidad Miró Mira Consellera de Cultura i Esport | PP             |                |
| 14                                                       | VIII                                       |                                                                | José Ciscar Bolufer Conseller d'Educació, Formació i Ocupació           | 22 de juny de 2011     | 2 de gener de 2012                                |                | PP             |
| 14                                                       | VIII                                       | Dolores Johnson Sastre Consellera de Turisme, Cultura i Esport |                                                                         | 22 de juny de 2011     | 2 de gener de 2012                                |                | PP             |
| Conselleria d'Educació, Cultura i Esport (2012-2023)     |                                            |                                                                |                                                                         |                        |                                                   |                |                |
| 15                                                       | VIII                                       |                                                                | Maria José Català Verdet                                                | 10 de desembre de 2011 | 30 juny de 2015                                   |                | PP             |
| 16                                                       | IX i X                                     |                                                                | Vicent Marzà i Ibáñez                                                   | 30 juny de 2015        | 13 maig de 2022                                   |                | Compromís      |
| 17                                                       | X                                          |                                                                | Raquel Tamarit i Iranzo                                                 | 14 maig de 2022        | 18 juliol de 2023                                 |                | Compromís      |
| Conselleria d'Educació, Universitats i Ocupació (2023- ) |                                            |                                                                |                                                                         |                        |                                                   |                |                |
| 18                                                       | XI                                         |                                                                | Vicente Barrera Simó Conseller de Cultura i Esport                      | 18 juliol de 2023      | 11 juliol de 2024                                 |                | Vox            |
| 18                                                       | XI                                         |                                                                | José Antonio Rovira Jover Conseller d'Educació, Universitats i Ocupació | 18 juliol de 2023      | Actualitat                                        |                | PP             |

1. ↑  Incorpora les competències en matèria de Cultura, anteriorment a la Conselleria de Cultura i Esport, amb la remodelació del Consell efectuada el 2024.